# سوپر جام فوتبال اسپانیا ۲۰۲۲
سوپر جام اسپانیا ۲۲–۲۰۲۱، سی و هشتمین دوره از سوپر جام اسپانیا، یک رقابت فوتبال سالانه برای باشگاه‌های سیستم لیگ فوتبال اسپانیا بود که در رقابت‌های اصلی خود در فصل قبل موفق بودند.
پس از اینکه فصل گذشته به‌دلیل محدودیت‌های مسافرتی مربوط به دنیاگیری کووید-۱۹ در اسپانیا برگزار شد، امسال مسابقات طبق قرارداد با فدراسیون فوتبال سلطنتی اسپانیا به عربستان سعودی بازگشت.
رئال مادرید این تورنمنت را برای دوازدهمین عنوان قهرمانی خود در سوپر جام اسپانیا برد.